# Calles klimp
Calles klimp är en minnessten vid norra stranden av Stocksundet i Inverness i kommundelen Stocksund, Danderyds kommun. Minnesmärket utgörs av en flat stenhäll intill vattenbrynet med en förgylld inskription i 20 centimeter höga bokstäver som lyder ”CALLES KLIMP”. 
Kring platsen och texten cirkulerar många folkloristiska historier, bland annat att Calle skulle kunna vara kung Karl IX, Karl XII eller Karl XV. Troligtvis höggs texten på 1840- eller 1850-talen för att hedra kryddhandlaren Carl ”Calle” Eneroth på hans födelsedag.

## Historik
Calles klimp finns omnämnd i samband med Karl IX, Karl XII och Karl XV som deras fiskeplats vid Edsviken. En oljemålning från 1865 av Johan Christoffer Boklund skildrar Karl XV med familj vid en utflykt med lustbåten Delfinen till ”Calles klimp”. Här syns Karl XV i ljus sommarkostym med den kungliga familjen. Tavlan hängde i kung Karls skrivrum på Ulriksdals slott och testamenterades till Nationalmuseum. Museet ändrade senare tavlans titel till ”Karl XV med familj nedanför ”Calles klint”, det var ett försök att tolka det obegripliga ”Calles klimp”.
Det existerar ytterligare en illustration kallad ”Calles Klimp” med ett liknande motiv som publicerades i april 1864 i Illustrerad Tidning. Förlagan till detta träsnitt skapades av Karl XV själv. Enligt traditionen avsågs med Calle i detta fall Karl XII som ”… framför andra föredrog för denna förströelse [fisket], bergsklippan vid Edsvikens strand, den efter honom kallade "Calles Klimp", hvilken vår nuvarande konung, Carl XV, återgifvit på sin bekanta tafla med samma namn.
I sitt nummer 18 från 1864 sökte Illustrerad Tidning bringa ordning i sägnen och ville gå till botten med ”denna riksviktiga sak”. Tidningens till ”klimpen” utsände reporter kom fram till en mindre kunglig tolkning av inskriptionens historia. Med Calle menades den förmögne kryddhandlaren Carl ”Calle” Peter Eneroth (1799–1854) som hade sin verksamhet på Västerlånggatan 45 i Gamla stan. Hans far var guld- och silversmeden Petter Eneroth, ägare av Kevinge gård, och hans gudfar var kryddkramhandlaren Zacharias Strindberg (farfar till August Strindberg).
Under sin barn- och ungdomstid bodde Eneroth i närbelägna Kevinge gård och det sedermera efter honom uppkallade stället vid Edsviken var hans fiskeplats. Troligen var texten på stenhällen en hyllning av Eneroths kamrater till dennes 40- eller 50-årsdag (6 maj 1839 eller 1849) och med ”klimp” avsågs den lilla bergknallen vid Edsviken varifrån Calle Eneroth kastade sitt metspö.
| Vänster:"Calles Klimp", xylografi i Illustrerad Tidning efter en tavla av kung Karl XV, 1864. Höger: Utfärd till "Calles klimp", oljemålning av Johan Christoffer Boklund, 1865. Notera Ulriksdals slott i bakgrunden, som i verkligheten inte syns härifrån. |  | Vänster:"Calles Klimp", xylografi i Illustrerad Tidning efter en tavla av kung Karl XV, 1864. Höger: Utfärd till "Calles klimp", oljemålning av Johan Christoffer Boklund, 1865. Notera Ulriksdals slott i bakgrunden, som i verkligheten inte syns härifrån. |
| Vänster:"Calles Klimp", xylografi i Illustrerad Tidning efter en tavla av kung Karl XV, 1864. Höger: Utfärd till "Calles klimp", oljemålning av Johan Christoffer Boklund, 1865. Notera Ulriksdals slott i bakgrunden, som i verkligheten inte syns härifrån. |  | |

## Calles klimp i Naturminnesregistret
Att denne Calle skulle vara Karl XV (ibland kallad Calle eller Kron-Calle) manifesterades långt senare ännu en gång. 1931 publicerades  ”Stockholmstraktens Natur- och Kulturminnen” utarbetat av bland andra arkeologen Rutger Sernander. Här fick Calles klimp nr 441 i Naturminnesregistret och beskrivningen: ”Glacialslipad häll vid Edsviken, nedanför Inverness vid vattenbrynet. På denna finns inskriften ”Calles klimp” med förgyllda bokstäver inhuggen till minne av Karl XV:s och hans hovs strandhugg på denna plats.”

## Nyare undersökningar

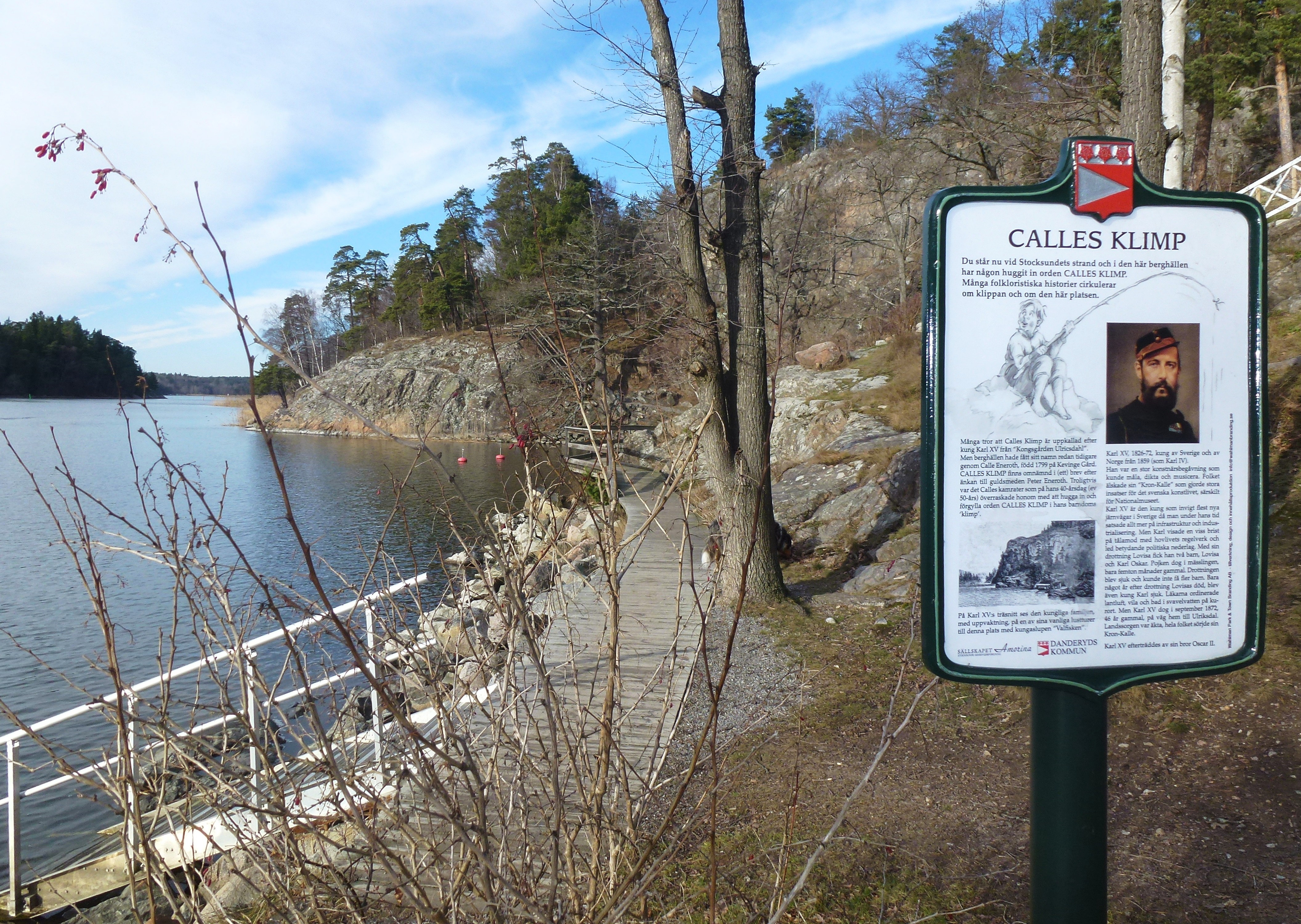
"Calles klimp" sedd från samma plats som Boklunds målning, februari 2014.

I maj 1980 undersöktes platsen av Riksantikvarieämbetet, då konstaterades: ”Minnesmärke, inskription, på mot VNV sluttande blankslipad berghäll. Med 0,2 m stora bokstäver står inhugget i berget "CALLES KLIMP"… Enligt tradition skall inskriften vara ett minnesmärke över att antingen Karl XI, Karl XII eller kryddkrämaren Carl Peter Eneroth fiskade från denna plats.” 
På platsen finns numera en informationstavla uppsatta av Danderyds kommun och Sällskapet Amorina. Här kan man läsa: ”Många tror att Calles Klimp är uppkallad efter Karl XV [...] men berghällen har fått sitt namn redan tidigare genom Calle Eneroth, född 1799 på Kevinge gård...” Calles klimp är ett fornminne med RAÄ-nummer Danderyd 114:1.